# Каменушка (Гур'євський округ)
Камену́шка (рос. Каменушка) — присілок у складі Гур'євського округу Кемеровської області, Росія.

## Населення
Населення — 36 осіб (2010; 178 у 2002).
Національний склад (станом на 2002 рік):
- росіяни — 93 %